# Versorgungskasse für Pfarrer und Kirchenbeamte

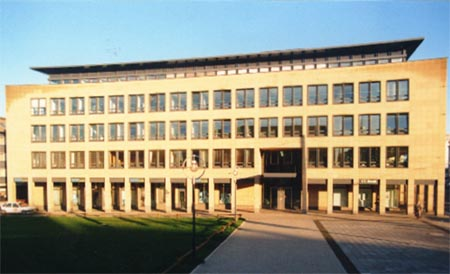
Verwaltungsgebäude der VKPB in Dortmund

Die Gemeinsame Versorgungskasse für Pfarrer und Kirchenbeamte der Evangelischen Kirche im Rheinland, der Evangelischen Kirche von Westfalen und der Lippischen Landeskirche (kurz VKPB)  hat als kirchliche Versorgungskasse die Aufgabe, die Erfüllung der Versorgungsansprüche zu sichern, die Pfarrern, Predigern und Pastoren im Hilfsdienst, Kirchenbeamten sowie deren Hinterbliebenen kraft Gesetzes oder auf Grund besonderer, nach Maßgabe des kirchlichen Versorgungsrechts getroffener Vereinbarungen gegen die Landeskirchen zustehen. Zu den Versorgungsansprüchen in diesem Sinne gehört auch der Anspruch auf Beihilfen in Krankheits-, Geburts- und Todesfällen.
Darüber hinaus ist die Kasse für die Bearbeitung der Beihilfen in Krankheits-, Geburts- und Todesfällen für im aktiven Dienst tätige Pfarrer, Kirchenbeamte, Prediger, Pastoren im Hilfsdienst und Vikare sowie alle beihilfeberechtigten privatrechtlich angestellten Mitarbeiter  zuständig, soweit ihr diese Aufgabe von der jeweiligen Landeskirche übertragen wird.
Ca. 4000 Versorgungsempfänger erhalten derzeit Versorgungsleistungen von der VKPB.
Die Versorgungskasse ist eine rechtlich selbständige kirchliche Einrichtung in der Rechtsform einer Anstalt des öffentlichen Rechts. Sie existiert seit 1971 und hat ihren Sitz in Dortmund. Bei ihr sind rund 60 Mitarbeitende beschäftigt.
Die VKPB ist Mitglied der Arbeitsgemeinschaft kommunale und kirchliche Altersversorgung (AKA) e. V.
Des Weiteren ist die Kasse Mitglied im Forum Nachhaltige Geldanlagen und hat den Zertifizierungsprozess nach EMAS III Ende 2011 erfolgreich abgeschlossen.

## Auszeichnungen
- Portfolio Institutionell Awards 2013: „Bestes Versorgungswerk“[1]